# Eudendriidae
Die Eudendriidae sind eine ausschließliche marine, weltweit vorkommende Familie der Hydrozoen (Hydrozoa). Die Familie umfasst derzeit etwa 85 Arten.

## Merkmale
Die Hydroidpolypen bilden Kolonien, die mit Stolonen verbunden sind, manchmal auch aufrechte Stöcke mit einem verzweigten Stamm, die von einem Hydrorhiza ausgehen. Die Einzelpolypen besitzen meist einen Stiel. Stamm, Zweige und die Stiele, manchmal sogar auch den unteren Teile der Hydranthen, sind durch Perisarc bedeckt. Die Hydranthen sind relativ groß, urnenförmig mit einem abgesetzten, trompetenförmigen Mundkegel (Hypostom). Direkt unterhalb des Mundkegels sitzen ein oder mehrere Kränze filiformer, solider Tentakeln. Der Polypenkörper besitzt manchmal eine basale, tentakelähnlichen Fortsatz. Nahe der Basis besitzt der Polyp einen Ring mit Nesselzellen direkt über der Peridermgrube. Die geschlechtliche Vermehrung erfolgt über Sporensäcke, die an den Hydranthen direkt oberhalb der Tentakeln sitzen. Der Geschlechtspolyp ist oft zu einem Blastostyl reduziert, d. h., er besitzt keinen Mund mehr. Die männlichen Gonophoren sind gewöhnlich in mehreren Kammern linear angeordnet. Die weiblichen Gonophoren besitzen ursprünglich einen gebogenen Kolben (Spadix), jeder Kolben enthält ein einziges Ei. Im Cnidom fehlen die Desmoneme und es sind nur eurytele Nesselzellen vorhanden.

## Geographisches Vorkommen
Die Vertreter der Familie sind weltweit verbreitet. Während die Gattung Myrionema auf wärmere Meere beschränkt ist, kommt Eudendrium auch in kühleren Regionen einschließlich subantarktischen und polaren Meeren vor.

## Systematik
Die Familie besteht derzeit aus nur zwei Gattungen:
- Eudendrium Ehrenberg, 1834
- Myrionema  Pictet, 1893

### Online
- Hydrozoa Directory